# Epidemiologia
L'epidemiologia è la disciplina biomedica che studia la distribuzione e la frequenza delle malattie ed eventi di rilevanza sanitaria nella popolazione. Avvalendosi della statistica, collabora con altre discipline come la medicina preventiva e clinica, la demografia, la sociologia. Si occupa di analizzare le cause, il decorso e le conseguenze delle malattie. Secondo Last et al. (1998) l'epidemiologia viene definita come:

## Etimologia
L'epidemiologia è un termine che deriva dal greco ἐπί, «sopra», δῆμος, «popolo», e λόγος, «discorso, studio»; questa parola composta pertanto vuol dire letteralmente "studiare ciò che avviene sul popolo", con riferimento prediletto alla specie umana. Ciononostante, l'epidemiologia si applica anche ad altri regni e nello specifico sono stati coniati i termini:
- epizoologia o epidemiologia veterinaria, in riferimento all'epidemiologia applicata a popolazioni zoologiche;
- epidemiologia botanica, in riferimento all'epidemiologia applicata a popolazioni vegetali.[1]

Il termine epidemiologia veniva utilizzato in passato soltanto in relazione a patologie epidemiche e non endemiche. I primi riferimenti sono ascrivibili al 1802, nel testo "Epidemiología Española" scritto dal medico spagnolo Villalba. Al giorno d'oggi il termine epidemiologia comprende nei suoi obiettivi entrambe le modalità di trasmissione e tra essi anche le sindemie. Sono incluse inoltre condizioni correlate al concetto di salute, come l'obesità e l'ipertensione.

## Scopi
Scopi dell'epidemiologia:
- determinare l'origine di una malattia la cui causa è sconosciuta
- studiare e controllare una malattia la cui causa è sconosciuta o poco nota
- acquisire informazioni sull'ecologia e sulla storia naturale della malattia
- programmare e attivare piani di controllo e di monitoraggio della malattia
- valutare gli effetti economici di una malattia e analizzare i costi e benefici economici

Per raggiungere i suoi scopi l'epidemiologia si serve della statistica, basata a sua volta sulla matematica, e della demografia.

## Ambiti
Per schematizzare, l'articolazione tradizionale dell'epidemiologia è in tre settori (anche se sono comuni i casi di interazione tra settori):
- Epidemiologia descrittiva;
- Epidemiologia analitica;
- Epidemiologia sperimentale.

### Epidemiologia descrittiva
Studia la frequenza e la distribuzione delle malattie e dei parametri di salute nelle popolazioni.
Descrive eventi sanitari come malattie, cause di morte e la presenza di fattori di rischio come, ad esempio, il fumo di tabacco, l'inquinamento atmosferico, ecc. È questa la branca che utilizza gli strumenti statistici detti misure di frequenza (come i tassi di incidenza o di prevalenza, rapporti) e informazioni di tipo demografico. Si pone come obiettivo quello di rispondere a domande come: "Chi si è ammalato? Dove? Quando?". L'epidemiologia descrittiva contribuisce all'epidemiologia analitica.
Gli strumenti d'indagine utilizzati dall'epidemiologia descrittiva sono:
1. gli studi ecologici;
2. gli studi trasversali (sono studi osservazionali, descrittivi).

### Epidemiologia analitica
Studia le relazioni causa-effetto tra fattori di rischio e malattie. Riprendendo l'esempio precedente, l'epidemiologia analitica cerca il nesso tra il fattore di rischio es. "fumo di sigaretta", "inquinamento atmosferico", "campo elettromagnetico", ecc. e l'insorgenza di possibili patologie legata a esso (come cancro al polmone, enfisema, tumore al cervello, complesso della mortalità, ecc.).
Come obiettivo principale si propone di rispondere a due domande: 
1. quel tipo di "esposizione" o "fattore di rischio" (campi elettromagnetici, inquinamento atmosferico, interferenti endocrini, ecc.) quali specifiche malattie può produrre?
2. quelle specifiche malattie/decessi (es. depressione, ipertensione, tumore al cervello, ecc.) da quale possibili "esposizioni" possono essere causate?

Gli strumenti d'indagine utilizzati dall'epidemiologia analitica sono:
1. gli studi di coorte: confrontano le frequenze di mortalità e/o di incidenza di specifiche malattie in differenti popolazioni esposte (e non esposte);
2. gli studi caso-controllo: confrontano le frequenze di possibili esposizioni e/o fattori di rischio nel gruppo dei "casi" (specifici malati, es. sclerosi multipla) e "controlli", ovvero soggetti non ammalati (dalla malattia in esame: es. sclerosi multipla).

### Epidemiologia clinica
Si occupa della risoluzione di una patologia, o di ridurne l'impatto tramite i metodi epidemiologici.

### Epidemiologia sperimentale
Valuta l'efficacia degli interventi sanitari adottati in seguito a indagini epidemiologiche. Studi di epidemiologia sperimentale possono essere sia di tipo preventivo (ad esempio la valutazione dell'effettiva riuscita di campagne di sensibilizzazione) sia terapeutico (ad esempio sperimentazioni sui farmaci e tecniche operatorie).
Gli studi in epidemiologia sperimentale si possono effettuare a singolo cieco, a doppio cieco o a triplo cieco; rispettivamente sono così definiti gli studi per cui:
1. solo i volontari non sappiano di stare nel gruppo dei controlli o degli sperimentali;
2. anche il ricercatore non sa chi appartenga a un gruppo e chi a un altro (lo sa solo il supervisore);
3. ci si affidi a un ricercatore esterno.

Talvolta, specie negli ultimi anni, si osservano utilizzi distorti degli studi di epidemiologia, di determinate malattie ad alto impatto sociale, per pratiche di marketing farmaceutico del tipo disease mongering.

## Epidemiologia in relazione alla sanità pubblica
L'epidemiologia può essere applicata con metodologia a tematiche che interessano la sanità pubblica. L'insieme degli strumenti utilizzati e degli obiettivi comuni consente di identificare cinque livelli di studio, qui di seguito schematizzati:
| Ordine | Strumenti utilizzati | Obiettivi | Fonte |
| ------ | --- | --- | ----- |
| I      | - Studi epidemiologici (osservazionali e sperimentali); - Misurazione dei fenomeni sanitari (utilizzo di proporzioni, tassi, frequenze, rapporti) | - Descrizione dei bisogni di salute; - Descrizione dei bisogni assistenziali; - Individuazione di fattori di rischio in popolazioni target; - Correlazione tra causa e popolazione a rischio; - Valutazione di efficacia degli interventi clinici; - Valutazione di efficacia di interventi disposti sulla popolazione | [ 5 ] |
| II     | - Metanalisi; - Revisioni sistematiche | - Sintesi dei risultati registrati ed elaborati nel livello I - Formulazione di nuovi strumenti per migliorare la pratica clinica | [ 5 ] |
| III    | - Linee guida e raccomandazioni ufficiali, basate sull'evidenza; - Raccomandazioni non prescritte                                                 | - Formulazione di raccomandazioni prescritte da utilizzare nella pratica clinica | [ 5 ] |
| IV     | - Indicatori sanitari; - Questionari valutativi; - Indicatori di efficacia delle tecnologie; - Tecniche di valutazione economica                  | - Integrare gli aspetti di varie discipline (scientifici, organizzativi, etici, economici) al fine di elaborare modelli decisionali nella sanità | [ 5 ] |
| V      | - Analisi decisionale; - Scelta di modelli pre-formulati di offerta sanitaria                                                                     | - Supporto multidisciplinare per l'allocazione e la pianificazione delle risorse in sanità | [ 5 ] |

## Studi trasversali
Gli studi trasversali (o di prevalenza) sono studi che si basano sull'osservazione del campione in un preciso momento al fine di verificare la presenza di una malattia e contemporaneamente l'esposizione a uno o più fattori di rischio (RF, o FR), o la presenza di qualsiasi altra condizione che possa essere associata al fenomeno che è oggetto dello studio.
Le indagini di prevalenza sono quindi molto simili agli studi descrittivi, ma si differenziano da questi in quanto non utilizzano dati già esistenti, ma prevedono il rilevamento diretto dei dati, riferiti a un preciso momento o a un definito periodo di tempo.
Uno studio trasversale può essere considerato come "una fotografia istantanea" del gruppo di soggetti esaminati (popolazione o campione), in relazione al fenomeno sanitario che è oggetto dello studio e alle caratteristiche del gruppo stesso.
Le tappe di uno studio trasversale sono:
- Disegno dello studio e scelta della popolazione (campionamento statistico);
- Raccolta dati;
- Analisi dei dati;
- Interpretazione dei dati.

## Epidemiologo
L'epidemiologo è il professionista competente in epidemiologia. L'eventuale tutela del titolo nonché il percorso di qualifica per acquisirlo dipendono dalla legislazione di ciascuna nazione al mondo.
Le materie di studio per diventare epidemiologo sono, a parte medicina, igiene sanitaria e demografia. Data la natura delle epidemie e delle pandemie, l'epidemiologo deve conoscere e utilizzare largamente modelli e tecniche statistiche, ovviamente applicate ad aspetti medico-sanitari e demo-sociali.

### Italia
Non esiste in Italia una laurea specialistica in epidemiologia né il titolo di epidemiologo è regolamentato per legge. Esiste un corso di epidemiologia nella facoltà di medicina e chirurgia. Pertanto, per diventare epidemiologi (anche per personale non medico) occorre frequentare corsi di specializzazione post laurea o master specifici in epidemiologia.